# ふじが丘北
ふじが丘北（ふじがおかきた）は、大分県大分市の地名。現行行政地名はふじが丘北一丁目及びふじが丘北二丁目。住居表示実施済区域。

## 地理
大分市の稙田地区に属し、南にふじが丘東、西に大字田尻、北と南東に大字光吉、北東に小原団地と接している。

## 歴史

### 沿革
- 2022年（令和4年）1月8日 - 住居表示を実施に伴い、大字光吉、大字田尻の各一部（通称はふじが丘北区）から、ふじが丘北一丁目及びふじが丘北二丁目を新設[5]。

### 町名の変遷
| 実施後           | 実施年月日              | 実施前（各町名ともその一部、公称のみ） |
| ---------------- | ----------------------- | -------------------------------------- |
| ふじが丘北一丁目 | 2022年（令和4年）1月8日 | 大字光吉、大字光吉字藤田（各一部）     |
| ふじが丘北二丁目 | 2022年（令和4年）1月8日 | 大字光吉、大字田尻（各一部）           |

## 世帯数と人口
2022年（令和4年）3月31日現在（大分市発表）の世帯数と人口は以下の通りである。
| 丁目             | 世帯数  | 人口  |
| ---------------- | ------- | ----- |
| ふじが丘北一丁目 | 131世帯 | 278人 |
| ふじが丘北二丁目 | 194世帯 | 436人 |
| 計               | 325世帯 | 714人 |

## 学区
市立小・中学校に通う場合、学区は以下の通りとなる（2022年4月時点）。
| 丁目             | 番・番地等 | 小学校               | 中学校               |
| ---------------- | ---------- | -------------------- | -------------------- |
| ふじが丘北一丁目 | 全域       | 大分市立東稙田小学校 | 大分市立稙田南中学校 |
| ふじが丘北二丁目 | 全域       | 大分市立東稙田小学校 | 大分市立稙田南中学校 |

## 施設
- 豊和銀行 光吉支店[7]

## その他

### 日本郵便
- 郵便番号 : 870-1181[2]（集配局 : 大分南郵便局[8]）。